# Homer, le baron de la bière
Homer, le baron de la bière (Homer vs. The Eighteenth Amendment) est le 18e épisode de la saison 8 de la série télévisée d'animation Les Simpson. Sa première diffusion en version originale a eu lieu le 16 mars 1997 sur la Fox Broadcasting Company et le 24 janvier 1998 en France. L'interdiction de l'alcool entrant en vigueur à Springfield et Homer fournissant illégalement de l'alcool à la ville sont les deux thèmes abordés dans l'intrigue. L'épisode a été écrit par John Swartzwelder, et réalisé par Bob Anderson. Dans la version originale, deux guest stars sont invitées dans l'épisode pour doubler Rex Banner et Gros Tony : respectivement de Dave Thomas et Joe Mantegna.

## Contenu

### Synopsis
Le jour de la Saint-Patrick, des défilés et parades, avec de la bière Duff qui coule à flots, ont lieu à Springfield. La foule boit et tout le monde devient ivre. C'est au cours des festivités qu'une distribution gratuite d'alcool survient, sous la forme d'une lance à bière. Bart, avec son tuyau géant qui dépasse la foule, aspire une grande quantité de bière et devient saoul à son tour. Les caméras de Channel 6 diffusent la scène ; Bart y est décrit par Ken Brockman comme un « petit enfant ivre ». Choquées, les femmes de la ville veulent le retour de la prohibition, et en font la demande auprès du maire de Springfield, Joe Quimby, qui se montre tout d'abord plus que réticent. C'est pendant cette réunion à la mairie qu'un employé municipal redécouvre une vieille loi datant de 200 ans et prévoyant la prohibition sous peine de catapultage, ainsi qu'une autre loi plus anecdotique portant sur l'obligation du port du pantalon pour les canards.
L'annonce officielle de la prohibition est un choc pour certains habitants de la ville : Homer, Moe, Barney et Bernice n'en reviennent pas et s'évanouissent, les clochards menacent de quitter la ville. Les réserves en bière de la ville sont enfouies à la décharge et les brasseries Duff connaissent très vite la faillite. Néanmoins, dans un premier temps et devant l'incompétence et la corruption du chef Wiggum et de ses hommes, Gros Tony et ses hommes de la mafia inondent Springfield de camions chargés d'alcool provenant de Shelbyville. La consommation municipale d'alcool augmente malgré la prohibition et Wiggum est même surpris par les femmes pro-prohibition en pleine nuit en train de danser dans le bar de Moe avec une danseuse peu vêtue. Le lendemain, après des plaintes émises à l’hôtel de ville par Helen LoveJoy et Maude Flanders, le maire Quimby licencie le chef de la police Clancy Wiggum et le remplace par Rex Banner, un homme précédé d'une réputation d'incorruptible. Homer a alors un plan pour mettre fin à la pénurie frappant Springfield : cacher la bière Duff enterrée dans la décharge de Springfield et les conditionner dans des boules de bowling, avant de les lancer expressément dans la gouttière de la piste de bowling qui est reliée par un souterrain à la taverne de Moe. Il devient dès lors le baron de la bière.
Marge, en compagnie de Lisa, le découvre et bien qu'elle trouve que la prohibition soit une loi idiote, se dresse contre la contrebande. Cependant, les réserves s'épuisent et Homer se voit obligé de fabriquer son alcool. Mais, alors qu'il est en pleine préparation, les alambics sautent et Homer se voit contraint d'arrêter. Plus tard, il croise dans la rue le chef Wiggum et lui propose de se dénoncer afin d'humilier Rex Banner. Ce dernier est alors en conférence de presse à l'hôtel de ville de Springfield en train d'expliquer la non-existence du baron de la bière. Il se montre alors fort surpris d’entendre la foule murmurer le nom du responsable. Homer est donc condamné au catapultage mais Marge, en prônant l’idée de la stupidité de la loi, fait perdre du temps. La foule l’acclame et lorsque Banner la contredit, la foule le hue et il se retrouve par inadvertance sur la catapulte et se fait donc catapulter. C'est au tour d'Homer de se faire catapulter mais est découvert finalement dans les archives de la ville une loi datant de 199 ans abolissant la première, ce qui met fin à la prohibition.
Gros Tony n'est que trop heureux d'accepter, après le refus d’Homer avec un délai de cinq minutes, la demande du maire Quimby « d'inonder la ville avec de l'alcool ». Springfield salue cette fin en trinquant au bref discours d'Homer.

### Références culturelles

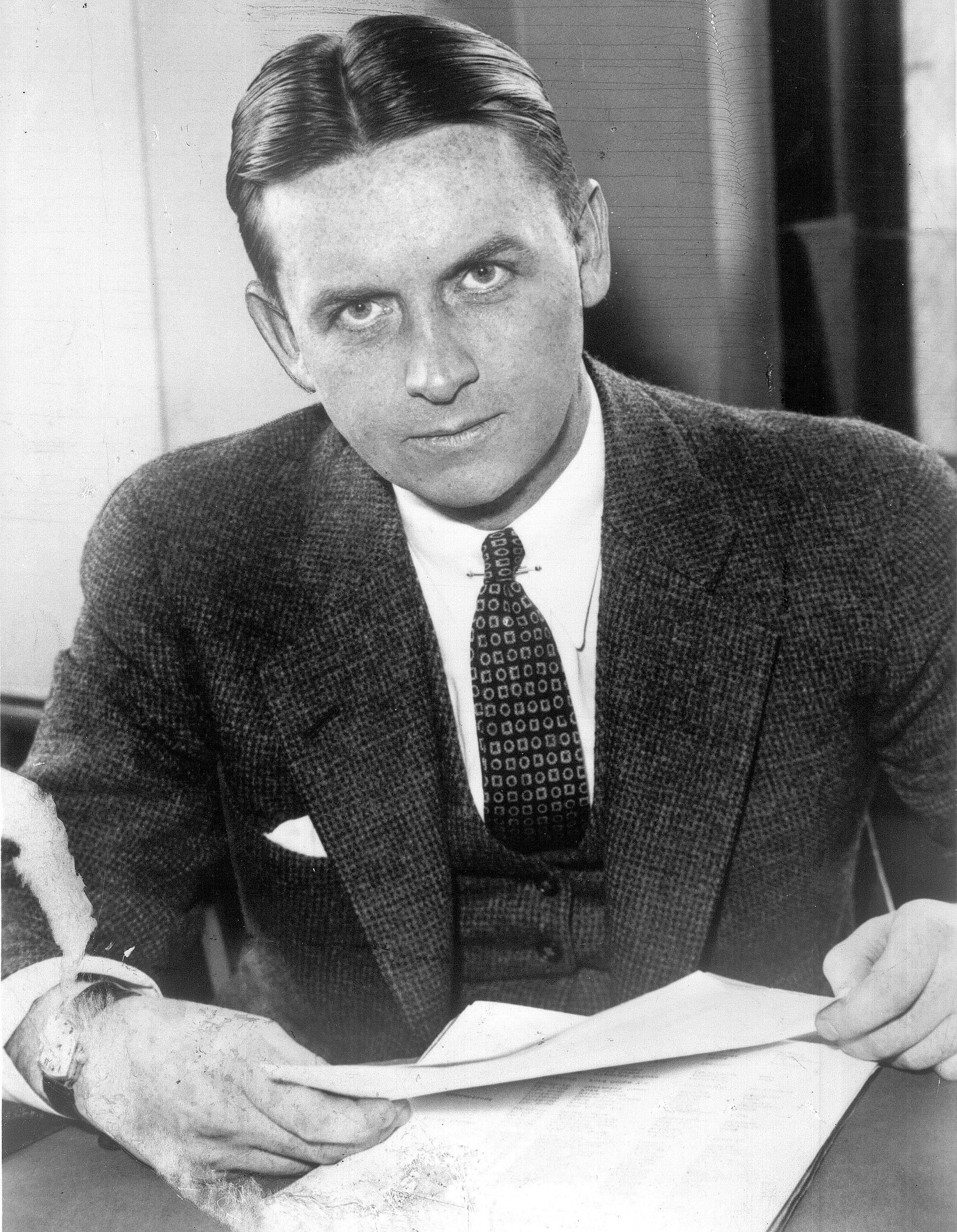
Eliot Ness, qui a inspiré le personnage de Rex Banner